# Wiège-Faty
Wiège-Faty ist eine französische Gemeinde mit 181 Einwohnern (Stand 1. Januar 2022) im Département Aisne in der Region Hauts-de-France (vor 2016: Picardie); sie gehört zum Arrondissement Vervins und zum Gemeindeverband Thiérache du Centre. Die Bewohner werden Wiègeois genannt.

## Lage
Die Gemeinde Wiège-Faty liegt in der Landschaft Thiérache, etwa 25 Kilometer westlich von Hirson und 39 Kilometer nördlich von Laon, am linken, südlichen Ufer der oberen Oise, die teilweise die nördliche Gemeindegrenze bildet. Bis auf kleine Auwaldreste im Nordwesten ist das Gemeindegebiet baumlos und wird von Ackerflächen dominiert. Wiège-Faty besteht aus den beiden namengebenden Dörfern Wiège mit dem Rathaus und Faty. Umgeben ist Wiège-Faty von den Nachbargemeinden Monceau-sur-Oise im Norden, Malzy im Nordosten (Berührungspunkt), Romery im Osten, Le Sourd im Südosten, Colonfay im Süden sowie Flavigny-le-Grand-et-Beaurain im Westen.

## Geschichte
Wiège wurde 1142 vom Kloster Sainte-Hunegonde in Homblières aus gegründet. Die befestigte Burg von Wiège, in der zeitweise Jeanne d’Arc eingesperrt gewesen sein sollte, wurde 1424 vom Graf von Marle drei Wochen lang belagert, ehe er sie einnahm und zerstörte.
Während des Ancien Régime war Wiège ein Teil der Vogtei von Guise in der Diözese Laon.
Für das Jahr 1760 sind in Wiège folgende Flächennutzungsangaben überliefert:
- Gesamtfläche 2.600 Arpente, davon
  - 100 Arpente Gärten und Wiesen
  - 260 Arpente Wald

Im Dorf Faty bestand vor der Französischen Revolution eine Adelsfestung. 1777 wurde in Faty eine Papiermanufaktur errichtet.

### Bevölkerungsentwicklung
| Jahr      | 1962 | 1968 | 1975 | 1982 | 1990 | 1999 | 2006 | 2013 | 2022 |
| Einwohner | 343  | 292  | 214  | 206  | 180  | 200  | 222  | 218  | 181  |

Im Jahr 1831 wurde mit 1647 Bewohnern die bisher höchste Einwohnerzahl ermittelt. Die Zahlen basieren auf den Daten von cassini.ehess und INSEE.

## Sehenswürdigkeiten
- Kirche St. Martin in Wiège
- Wehrkirche St. Martin in Faty
- Wasserturm
- Lavoir
- mehrere Brunnen
- zwei Oratorien

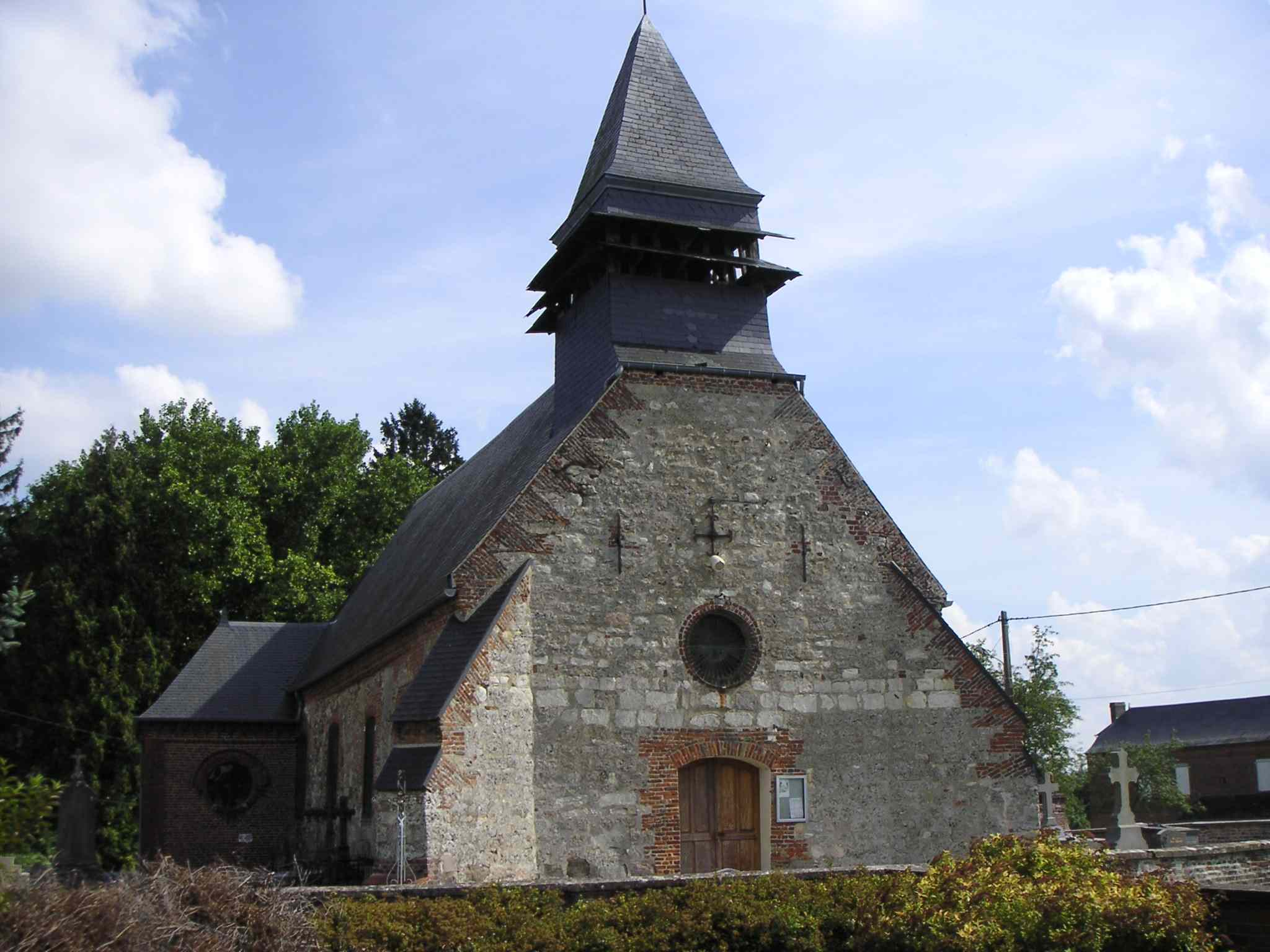
Kirche St. Martin in Wiège, dahinter Reste des Schlossparks
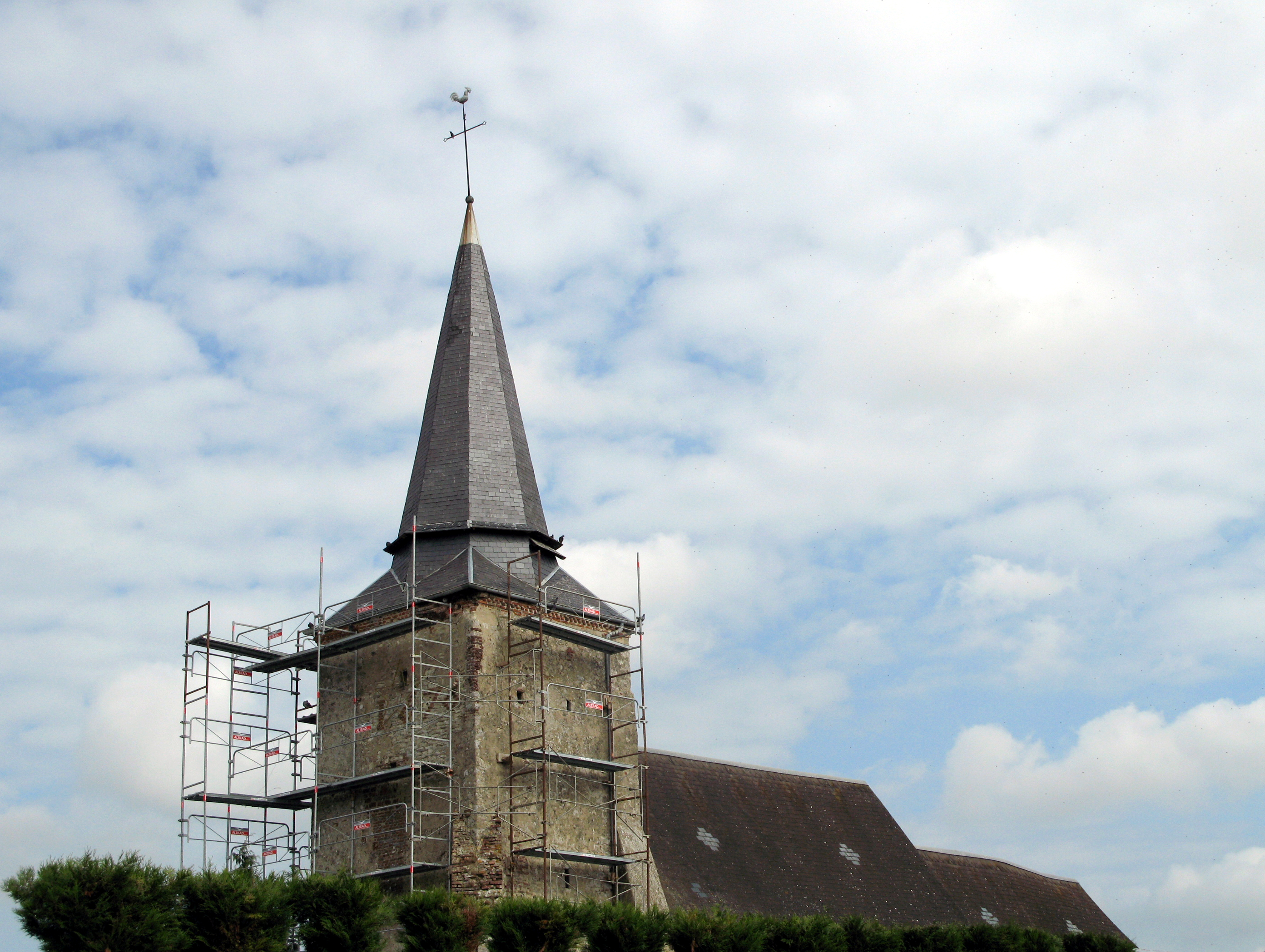
Turmrestaurierung der Kirche St. Martin in Faty 2007
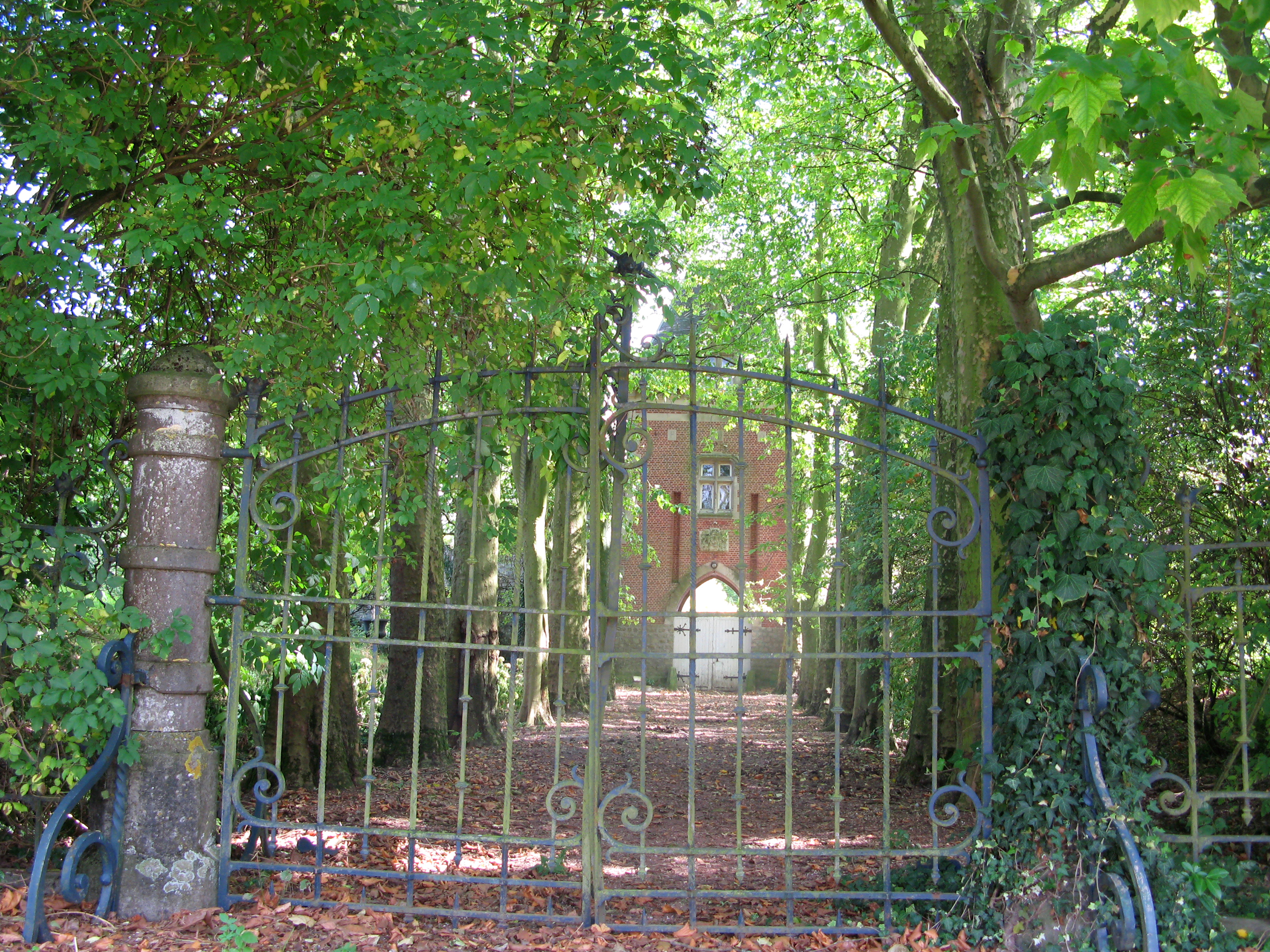
Gittertor vor dem Schloss in Wiège.
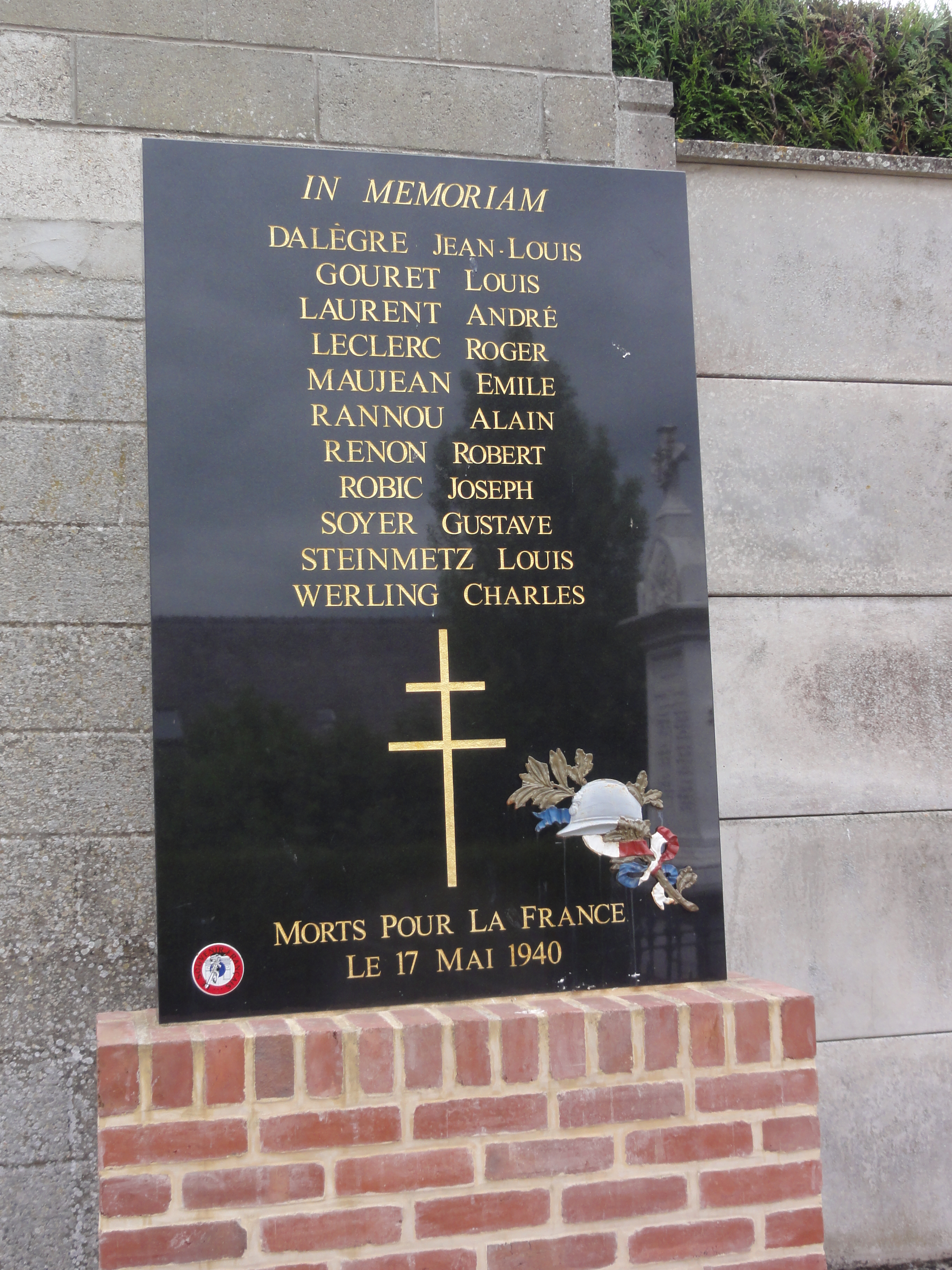
Gedenktafel für die Gefallenen des Zweiten Weltkriegs
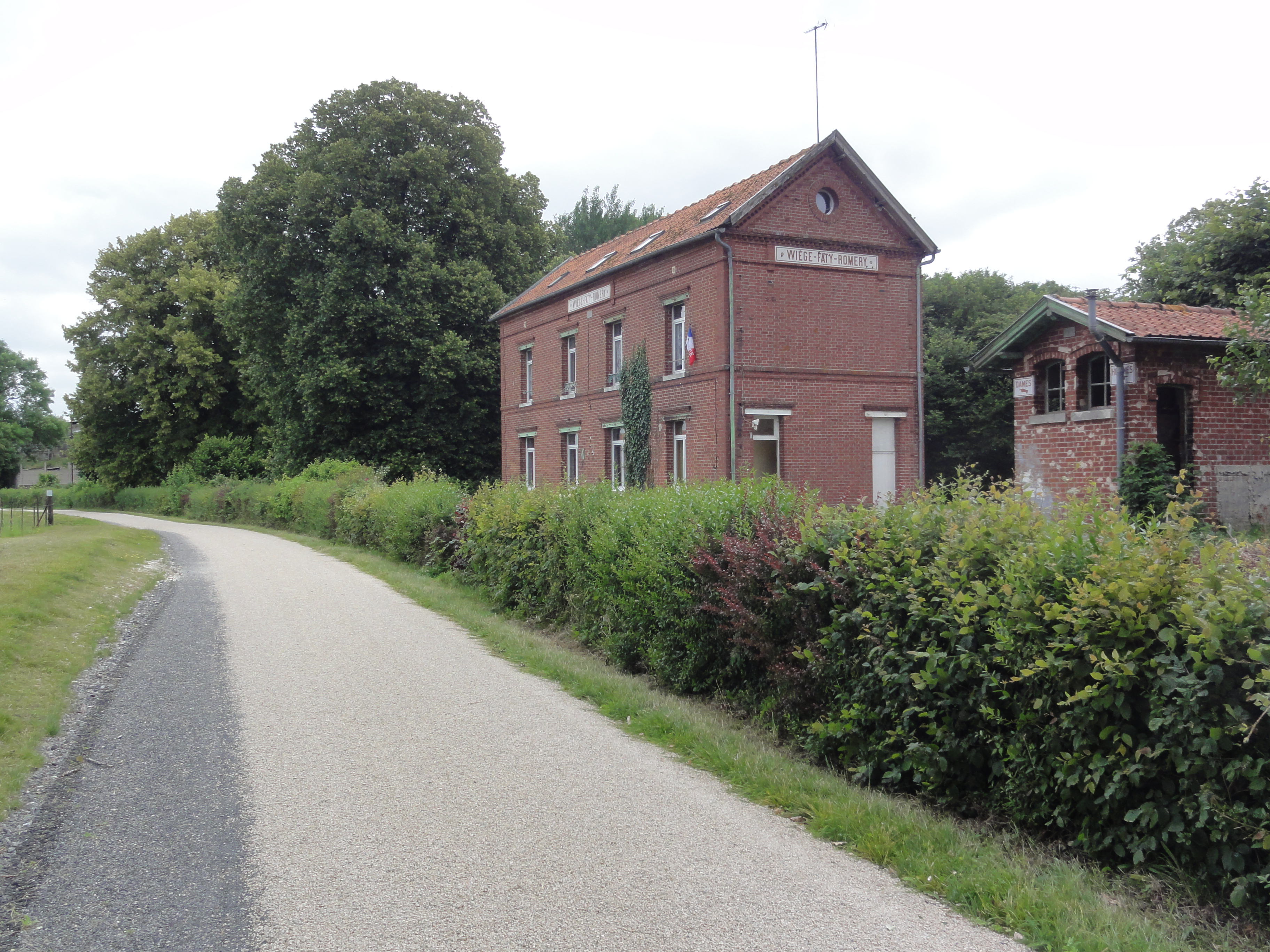
Ehemaliger Bahnhof Wiège-Faty - Romery
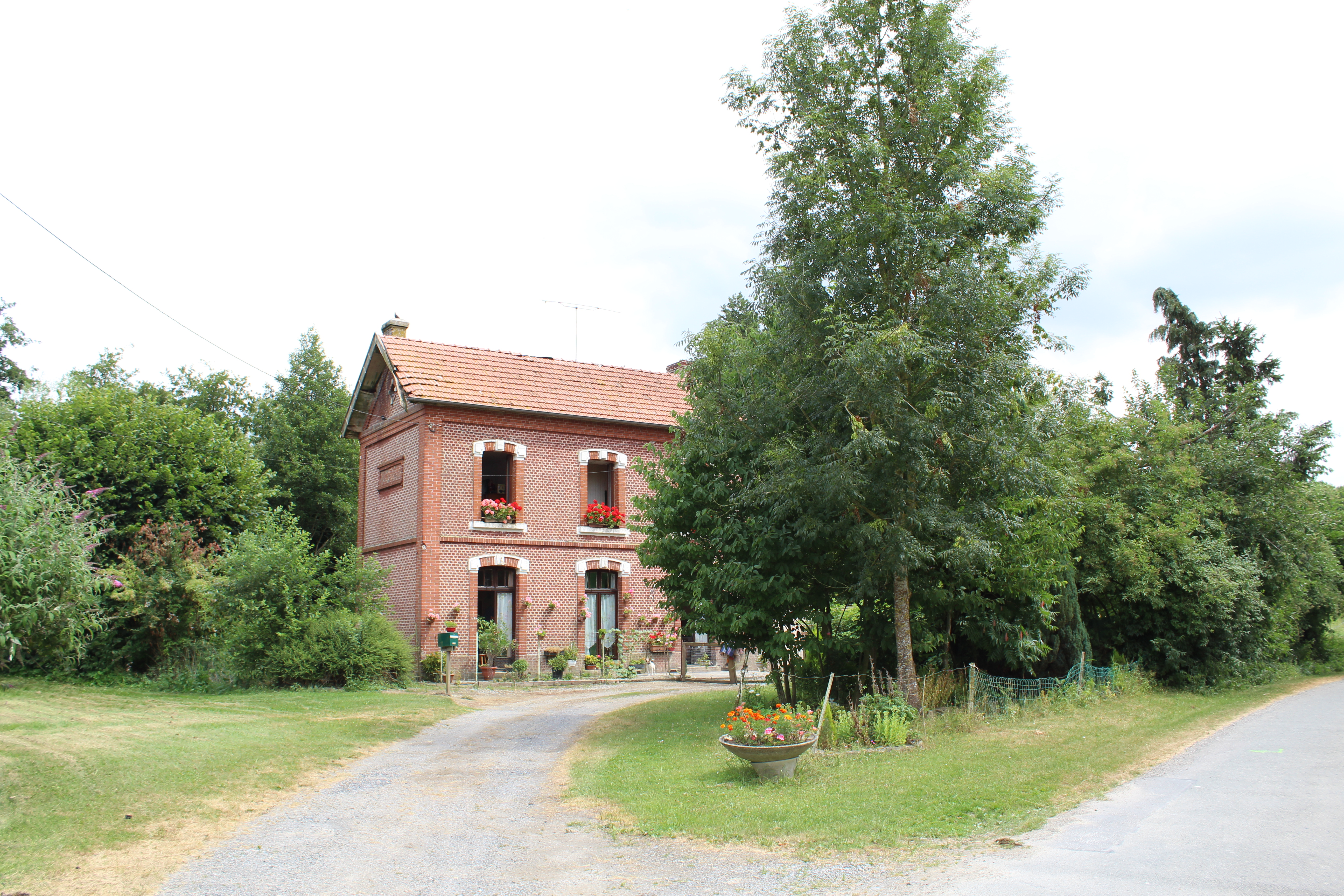
Radweg auf dem ehemaligen Gleisbett vor dem Bahnhofsgebäude

## Wirtschaft und Infrastruktur
Wiège-Faty ist nach wie vor landwirtschaftlich geprägt. Elf Landwirtschaftsbetriebe betreiben Rinderzucht oder bauen vor allem Getreide und Hülsenfrüchte an.

### Verkehrsanbindung
Durch Wiège-Faty verläuft die ehemalige Route nationale 360 (heute D360) von Guise nach Vervins. Auf dem ehemaligen Gleisbett der stillgelegten Bahnlinie von Guise nach Hirson wurde ein Wander- und Radweg angelegt (Axe vert).
Der nächste Bahnhof liegt in der 16 Kilometer entfernten Kleinstadt Vervins mit Verbindungen nach Hirson und Laon. Der nächste Autobahnanschluss befindet sich im 35 Kilometer entfernten Gauchy an der Autoroute A34.

## Persönlichkeiten
- Albéric Loqueheux (1903–1985), Autorennfahrer

## Belege
1. ↑  Geschichtsabriss auf genealogie-aisne.com (Memento des Originals vom 30. September 2018 im Internet Archive)  Info: Der Archivlink wurde automatisch eingesetzt und noch nicht geprüft. Bitte prüfe Original- und Archivlink gemäß Anleitung und entferne dann diesen Hinweis. (französisch)
2. ↑  Wiège-Faty auf cassini.ehess
3. ↑  Wiège-Faty auf INSEE
4. ↑  Landwirtschaftsbetriebe in Wiège-Faty auf annuaire-mairie.fr (französisch)